# أصلان أوسويان
أصلان رشيدوفيتش أوسويان (27 شباط 1937 - 16 كانون الثاني 2013)، المعروف أيضًا باسم بابا كركر أو الجد حسن أو ببساطة الجد، كان زعيمًا إجراميًا سوفيتيًا روسيًا من أصل جورجي وكردي يزيدي. بدأ حياته المهنية في جورجيا، ثم انتقل إلى موسكو وأورال وسيبيريا وأوزبكستان وكراسنودار وسوتشي وأجزاء أخرى من الاتحاد السوفيتي السابق. وفقًا لمجلة الإيكونوميست، كان يُقال إنه "زعيم المافيا في روسيا".

## الأعمال الإجرامية
في عام 1992، تم إطلاق سراح أصلان أوسويان، ودعا إلى اجتماع للسلطات الجنائية الهامة. وفي هذا اللقاء، تشاجر مع إيغور تارلانوف. بعد إطلاق سراحه، عاش أوسويان في يكاترينبورغ لفترة من الوقت، ثم سجل رسميًا في جورودوفيكوفسك، لكنه قضى معظم وقته في موسكو وشمال القوقاز .
كان لأوسويان تأثير كبير في شمال القوقاز، كما قدّم دعمًا ماليًا للطرف الأبخازي خلال الصراع في أبخازيا. وبسبب هذا الدعم، أُثيرت الشبهات حول تورطه في اختفاء "لص القانون" المخضرم جيفي بيرادزي (المعروف بجيفي ريزاني) في موسكو، والذي كان يقدّم المساعدة للقوات الجورجية.
احتفظ أوسويان بنفوذ كبير في منطقة الأورال، لكن اندلعت هناك حرب شرسة بين الجماعات الإجرامية المختلفة، بما في ذلك من دعموا عشيرة حسن. في أيار 1992، قُتل رجل الأعمال إيغور تارلانوف بالرصاص في يكاترينبورغ، بعد أن كان ابنه بافل قد اختفى في نيسان من العام نفسه. وفي حزيران 1992، قُتل "لص القانون" ألكسندر خوركوف (خوريك)، الذي كان يساعد في البحث عن قتلة عائلة تارلانوف، برصاص مسدس. وفي آب 1992، وخلال اجتماع لممثلي العالم الإجرامي في يكاترينبورغ، أدان "اللصوص السلافيون" فيكتور سيدورينكو وبوجينكا تصرفات حسن، مما أدى إلى اندلاع موجة جديدة من العنف. وفي تشرين الثاني 1993، قُتل "لص القانون" ليوشا سفيردلوفسكي بالرصاص داخل كازينو في يكاترينبورغ.
في 30 أيار 1995، صادرت السلطات في موسكو نحو كيلوغرامين من المجوهرات و380 ألف دولار نقدًا أثناء تفتيش الشقة التي كان يستأجرها أوسويان. وبحلول عام 1994، بدأ أصلان أوسويان في توسيع نفوذه في شمال القوقاز وجورجيا، مما أدى إلى سلسلة من جرائم القتل والاختطاف، بالإضافة إلى اندلاع حرب بين الجماعة الإجرامية في تبليسي والجماعة الإجرامية في روستافي، التي كانت تدعم أوسويان، من جهة، وجماعة كوتاسيس الإجرامية التي لم تكن تدعمه، من جهة أخرى.
ابتداءً من عام 2007، دخل أوسويان في حرب عصابات مع رجل العصابات الجورجي تارييل أونياني، الذي كان يسعى لإعادة ترسيخ وجوده في موسكو. وقد قُتل عدد من كبار مساعدي أوسويان، من بينهم المواطن الأرمني أليك ميناليان، والذي يُزعم أنه كان مسؤولًا عن ابتزاز شركات البناء المشاركة في دورة الألعاب الأولمبية الشتوية لعام 2014. في تموز 2008، داهمت الشرطة يخت أونياني خلال اجتماع لزعماء الجريمة كان يهدف إلى تسوية النزاع، لكن أوسويان لم يكن من بين المعتقلين. وفي وقت لاحق، أجرى مقابلة مع إحدى الصحف نفى خلالها الأنباء المتداولة عن تصاعد أعمال العنف، وقال: "نحن شعب مسالم ولا نزعج أحدًا، نحن مع السلام لمنع الفوضى".
تم استدعاء فياتشيسلاف إيفانكوف للتوسط في هذا الصراع، حيث انحاز إلى فصيل أوسويان. وفي تموز 2009، أصيب برصاص قناص أثناء خروجه من أحد مطاعم موسكو، وتوفي متأثرًا بجراحه في تشرين الأول من العام نفسه. وعلى الرغم من أنه لم يحضر الجنازة، أرسل أوسويان إكليلًا مزخرفًا كُتب عليه: "إلى أخينا من الجد حسن".
في نيسان 2010، ألقت قوات الأمن الأوكرانية القبض على أوسويان بعد دخوله البلاد بشكل غير قانوني باستخدام وثائق مزورة. ويُقال إن نشاطه في أوكرانيا كان مرتبطًا بخلاف مع جماعة الجريمة المنظمة الأرمنية. وفي 16 أيلول 2010، أُصيب أوسويان بطلق ناري عيار 9 ملم أطلقه مهاجم مجهول في وسط موسكو، لكنه نجا من الهجوم، وكذلك حارسه الشخصي الذي أُصيب هو الآخر. وفي البداية، أُعلن للصحافة أن أوسويان قد توفي، وذلك لضمان سلامته.
في أوائل العقد الأول من القرن الحادي والعشرين، فرضت إدارة أوباما عقوبات على أعضاء المنظمة الإجرامية المزعومة "دائرة الإخوان". وقد جرى التكهن بأن هذه الدائرة المزعومة تمثّل بديلاً لشبكة أوسويان.

## علاقات مزعومة مع حزب العمال الكردستاني
اتُهم أوسويان، وهو من أصل كردي، بتقديم الدعم المالي وتزويد حزب العمال الكردستاني (PKK) بالأسلحة.

## وفاته
في 16 كانون الثاني 2013، وقبل شهر من بلوغه السادسة والسبعين، أُطلق النار على رأس أوسويان من قِبل قناص كان في الطابق السادس من مبنى سكني مجاور، وذلك بعد خروجه من مطعم كان يُستخدم كمكتبه. وعلى الرغم من محاولات حراسه الشخصيين وفرق الإسعاف لإنقاذه، توفي في الطريق إلى المستشفى. قررت عائلته نقل جثمانه جوًا لدفنه في موطنه تبليسي، لكن مطار تبليسي الدولي رفض استقبال الطائرة. وكان يُعتقد أن وفاته قد تؤدي إلى حالة من الفوضى في عالم الجريمة. وفي اليوم نفسه، قال كاتب روايات الجريمة الأرمني سيرجي جالويان، في حديث لموقع إخباري محلي، إن مقتل "ملك المافيا" قد يكون مرتبطًا باضطرابات معينة في عالم الجريمة، لا سيما ما يتعلق ببناء مرافق دورة الألعاب الأولمبية في سوتشي، والتي يُقال إنها جذبت استثمارات ضخمة.
المشتبه بهما الرئيسيان في جريمة قتل أوسويان هما تارييل أونياني وروفشان جانييف.

## الحياة الشخصية
كانت زوجة أصلان أوسويان هي دولشا أفدويفا (ولدت في عام 1937)، وأنجب منها طفلين: ابنته نونا (ولدت في عام 1960) وابنه نوداري (ولد في عام 1962). كان نوداري أحد المؤسسين المشاركين للعديد من الهياكل التجارية، كما كان يمتلك أسهمًا في شركات مسجلة في الخارج، خاصة في النمسا. وعلى الرغم من أن نوداري أوسويان كان نظيفًا تمامًا أمام القانون، فإن الشركات التي شارك في تأسيسها كانت متورطة في قضايا جنائية. من الناحية الدينية، كان أوسويان يزيديًا.